# Phare de Race Rock
Le phare de Race Rock (en anglais : Race Rock Light), est un phare situé sur Race Rock Reef un ensemble de récifs dangereux au sud-ouest de Fishers Island, New York, dans le Long Island Sound, dans le comté de Suffolk (Grand New York-État de New York).
Il est inscrit au Registre national des lieux historiques depuis le 29 avril 2005 sous le n° 05000347. Il appartient actuellement à la New London Customhouse (en), qui en assure la maintenance, dans le cadre du programme de la National Historic Lighthouse Preservation Act.

## Histoire
Le phare Race Rock a été construit entre 1871 et 1978 et conçu par Francis Hopkinson Smith (1838-1915). C'est un excellent exemple d'ingénierie et de design du 19e siècle. Les fondations massives en maçonnerie sur le récif ont duré sept ans, mais la structure en pierre, les quartiers du gardien et la tour ont été construits en seulement neuf mois, une fois les fondations sécurisées avec un fort enrochement. Le phare possède une lentille de Fresnel de quatrième ordre. La United States Coast Guard a automatisé le feu en 1978.
Certains croient que le phare est hanté. Il a été présenté dans un épisode de Ghost Hunters.

## Description
Le phare   est une tour octogonale en granit, avec galerie et lanterne de 14 m de haut, s'élevant en façade du logement néo-gothique de gardien en granit de deux étages.
Son feu à éclats émet, à une hauteur focale de 20 m, un éclat rouge d'une seconde par période de 10 secondes. Sa portée est de 16 milles nautiques (environ 30 km). Il est équipé d'une corne de brume émettant deux explosions de 2 secondes par période de 30 secondes.

## Caractéristiques dufeu maritime
Fréquence :  10 secondes (R)
- Lumière :1 seconde
- Obscurité : 9 secondes

Identifiant : ARLHS : USA-681 ; USCG : 1-19815 - Admiralty : J0686 .

### Lien connexe
- Liste des phares de l'État de New York